# 戴煦
戴 煦（たい く、Dai Xu、1805年 - 1860年）。字は鄂士、号は鶴墅。清末の数学者。
浙江省銭塘（現在の杭州市）出身。戴熙の弟。貢生となり、数学の研究に没頭した。数学の著作に『四元玉鑑細草』『勾股和較集成』『船機図説』『求表捷術』などがあり、中国近代数学の先駆とみなされている。また書・画・篆刻の分野でも知られていた。1860年、杭州が太平天国軍に占領された際、戴熙が投水自殺したと聞くと、戴煦もまた井戸に身を投げて自殺した。数学以外の著作には『陶淵明集集注』『鶴墅詩文草』などがある。